# Utrículo (oído)
El utrículo del oído es una región del oído interno que tiene importantes funciones relacionadas con el mantenimiento del equilibrio corporal.

## Descripción

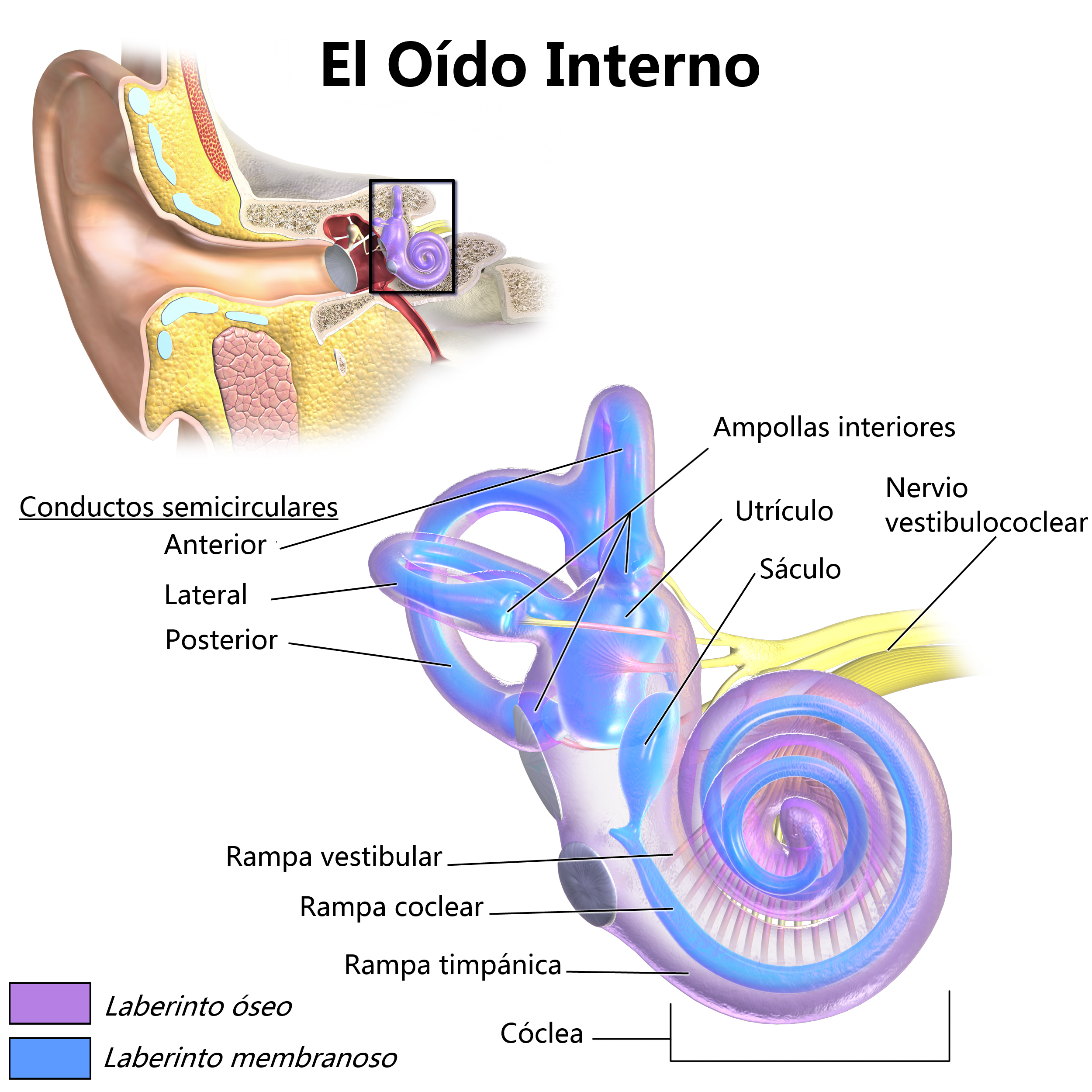
Anatomía del oído interno

Se localiza en el oído interno o laberinto, en una oquedad del peñasco, en el hueso temporal del cráneo. Es un pequeño espacio relleno de un líquido denominado endolinfa. Está en comunicación con los canales semicirculares por un lado, y con el sáculo por otro mediante el conducto utriculosacular (ductus utriculosaccularis). El utrículo junto con el sáculo forma el vestíbulo del pico.

## Función
El utrículo dispone de una región llamada mácula en la que existen numerosas células ciliadas bañadas por la endolinfa, el movimiento de los cilios desencadenado por el desplazamiento de la cabeza genera una corriente eléctrica que se transmite al cerebro a través del nervio vestibular e informa sobre la posición.
La mácula del utrículo está situada bajo una membrana, la membrana otolítica, que está cubierta por pequeños cristales de carbonato cálcico que reciben el nombre de otolitos.